# Pescatoria schroederiana
Pescatoria schroederiana är en orkidéart som först beskrevs av Henry Frederick Conrad Sander, och fick sitt nu gällande namn av Robert Allen Rolfe. Pescatoria schroederiana ingår i släktet Pescatoria och familjen orkidéer.
Artens utbredningsområde är Colombia. Inga underarter finns listade i Catalogue of Life.